# Johnny Focus
Johnny Focus è una serie a fumetti incentrata sull'omonimo personaggio ideato da Attilio Micheluzzi negli anni settanta; rappresenta il primo personaggio seriale da lui ideato; la serie, dopo essere stata pubblicata su alcune riviste, è stata ristampata negli anni in volume da diversi editori in Italia e all'estero.

## Storia editoriale
La serie venne ideata da Micheluzzi nel 1974 per la rivista Corriere dei Ragazzi sulla quale verranno pubblicati 18 episodi; dopo otto anni Micheluzzi realizzò una nuova serie di cinque storie pubblicate dal 1982 sulla rivista Orient Express.
La serie è stata più volte ristampata sia a episodi singoli che in volumi antologici da diversi editori; in Italia venne ripresentata in volume da Ivaldi Editore nel 1981 e nel 1982 e sul Messaggero dei Ragazzi nel 1998, dalla Lizard nel 2004 e dall'Editoriale Cosmo nel 2018; in Francia venne pubblicata dalle Editions Kesselring nel 1985.

## Trama
Il protagonista è Johnny Hansen soprannominato Johnny Focus, un fotoreporter in giro per il mondo che vive avventure di vario genere, secondo una struttura delle storie classica; nonostante sia un giornalista, quando vi si trova costretto dagli eventi, prende attivamente parte alle vicende scontrandosi con gli avversari di turno come criminali, trafficanti, cacciatori di frodo, negrieri, arrivando poi a sviluppare anche trame più complesse con intrighi internazionali e politici.

## Elenco delle storie
Prima serie
1. Una notte a Bangkok
2. Obiettivo: caimano pazzo!
3. I garimpeiros
4. Nafisa la risplendente
5. Il popolo della montagna
6. Gli uomini leopardo
7. Quella maledetta bottiglia
8. Sulla pista di Mombasa
9. La ragazza del fiume
10. Il gabbiano giallo
11. L'assassino invisibile
12. Dirottamento
13. Il tesoro di Kenzo Yamashita
14. La montagna dei serpenti di pietra
15. Petrolio maledetto
16. La torre di Babele
17. Siamo con voi
18. Avventura tra i kurdi

Seconda serie
1. L'ostaggio
2. Party a Teheran
3. Waldheim Story
4. Il missile rubato
5. Il triangolo d'oro